# الفتوى الترنسفالية

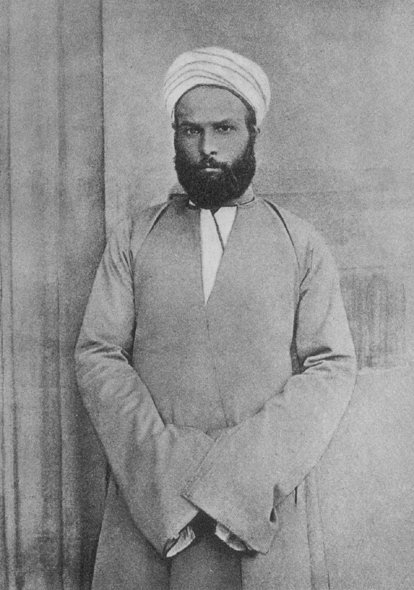
محمد عبده، صاحب الفتوى الترنسفالية.

الفتوى الترنسفالية هي فتوى لمحمد عبده (ت. 1323 هـ)، سألها قوم من المسلمين في بلاد الترنسفال، وصدرت الفتوى في شعبان 1321 هـ.
والفتوى جائت ردا على عدة مسائل مختلفة، منها لبس البرنيطة وجواز أكل المسلمين من ذبائح أهل الترنسفال.

## نص الفتوى

### السؤال
السؤال الثاني: إن ذبحهم مخالف لأنهم يضربون البقر بالبلط، وبعد ذلك يذبحون بغير تسمية. والغنم يذبحونها من غير تسمية، هل يجوز ذلك؟

### الجواب
وإذا كان اللبس لحاجة من حجب شمس أو دفع مكروه أو تيسير مصلحة لم يكره كذلك لزوال معنى التشبه بالمرة.
وأما الذبائح فالذي أراه أن يأخذ المسلمون في تلك الأطراف بنص كتاب اللّه تعالى في قوله { وطعام الذين أوتوا الكتاب حل لكم } المائدة 5 ، وأن يعولوا على ما قاله الإمام الجليل أبو بكر العربى المالكى من أن المدار على أن يكون ما يذبح مأكول أهل الكتاب قسيسهم وعامتهم ويعد طعاما لهم كافة.
فمتى كانت العادة عندهم إزهاق روح الحيوان بأى طريقة كانت وكان يأكل منه بعد الذبح رؤساء دينهم ساغ للمسلم أكله لأنه يقال له طعام أهل الكتاب ولقد كان النصارى في زمن النبى عليه الصلاة والسلام على مثل حالهم اليوم ، خصوصا ونصارى الترنسفال من أشد النصارى تعصبا في دينهم وتمسكهم بكتبهم الدينية، فكل ما يكون من الذبيحة يعد طعام أهل الكتاب متى كان الذبح جاريا على عادتهم المسلمة عند رؤساء دينهم ومجىء الآية الكريمة { اليوم أحل لكم الطيبات وطعام الذين أوتوا الكتاب حل لكم } بعد آية تحريم الميتة وما أهل لغير اللّه به بمنزلة دفع ما يتوهم من تحريم طعام أهل الكتاب، لأنهم يعتقدون بألوهية عيسى وكانوا كذلك كافة في عهده عليه الصلاة والسلام إلا من أسلم منهم.
ولفظ أهل الكتاب مطلق لا يصح أن يحمل على هذا القليل النادر.
فإذن تكون الآية كالصريحة في حل طعامهم مطلقا، متى كانوا يعتقدونه حلا في دينهم دفعا للحرج في معاشرتهم ومعاملتهم.
وأما صلاة الشافعى خلف الحنفى فلا ريب عندى في صحتها، مادامت صلاة الحنفى صحيحة على مذهبة .
فإن دين الإسلام واحد. وعلى الشافعى المأموم أن يعرف أن أمامه مسلم صحيح الصلاة بدون تعصب منه لإمامه.
ومن طلب غير ذلك فقد عد الإسلام أديانا لا دينا واحدا، وهو مما لا يسوغ لعاقل أن يرمى إليه بين مسلمين قليلى العدد في أرض كل أهلها من غير المسلمين.

## أصداء الفتوى
اشتهرت هذه الفتوى وسببت بعض الجدل، فقد قيل أن سماح محمد عبده بلبس البرنيطة هي بمثابة «التشبه بالكفار»، ورأى آخرون أنه نوع من «الانكسار».
وحول مسألة أكل المسلمين من ذبائح اليهود والنصارى، سببت الفتوى أيضا بعض الانتقادات، ورد على هذه الانتقادات بعض علماء الأزهر وأطنبوا فيها، وجمع عبد الحميد حمروش البحراوي بعض ما جاء به علماء الأزهر ووضعها في رسالة باسم «إرشاد الأمة الإسلامية إلى أقوال الأئمة في الفتوى الترنسفالية».